# مطار تقرت - سيدي مهدي
مطار تقرت (بالإنجليزية: Sidi Mahdi Airport) هو مطار يقع في الجزائر.